# Secaucus
Secaucus is een plaats (town) in de Amerikaanse staat New Jersey, en valt bestuurlijk gezien onder Hudson County. De plaats is een populaire uitvalsbasis voor toeristen die New York bezoeken en telt veel hotels.

## Demografie
Bij de volkstelling in 2000 werd het aantal inwoners vastgesteld op 15.931.
In 2006 is het aantal inwoners door het United States Census Bureau geschat op 15.562, een daling van 369 (-2.3%).

## Geografie
Volgens het United States Census Bureau beslaat de plaats een oppervlakte van
16,8 km², waarvan 15,2 km² land en 1,6 km² water.

## Plaatsen in de nabije omgeving
De onderstaande figuur toont nabijgelegen plaatsen in een straal van 8 km rond Secaucus.